# Rhyothemis braganza
Rhyothemis braganza is een libellensoort uit de familie van de korenbouten (Libellulidae), onderorde echte libellen (Anisoptera).
De wetenschappelijke naam Rhyothemis braganza is voor het eerst geldig gepubliceerd in 1890 door Karsch.